# Fortaleza Semiónovskaya
La fortaleza Semiónovskaya (del ruso: Семёновская крепость) fue una fortaleza, situada en el territorio del actual seló Beglitsa del óblast de Rostov del sur de Rusia, que defendía la desembocadura del limán del Miús en el golfo de Taganrog del mar de Azov. Se hallaba en la orilla izquierda del limán y estuvo en uso entre finales del siglo XVII y principios del siglo XVIII.

## Historia
En 1674 fue enviado desde Moscú al Don el voivoda príncipe Piotr Jovanski-Zmei con la orden de construir una fortaleza en la desembocadura del río Miús. Al no encontrar un emplazamiento adecuado para la construcción la idea sería abandonada hasta 1698 cuando efectivamente se llevaría a cabo la construcción de la fortaleza, bautizada Miyus (Миюс). Más tarde sería rebautizada como fortaleza Semiónovskaya.
La construcción tenía la forma de un rectángulo irregular con 4 torres y 2 torretas, una de las cuales protegía la puerta, encarada a la estepa. El terreno terraplenado tenía una altura de 3.5 m y una profundidad de 2 m, con una anchura de 6 m. En total se cubría una superficie de 600 x 500 m. 
Desde 1699, la guarnición estaba formada por 421 personas, entre reiters, lanceros y soldados. Por esa época, comenzaban a frecuentar la fortaleza los cosacos, que acudían a registrarse como mercaderes ambulantes. En 1711-1712 la fortaleza fue destruida parcialmente, al retirarse las tropas rusas como consecuencia del fin de la guerra ruso-turca (1710-1711) (Tratado del Prut).
En el siglo XXI aún es visible el contorno de las ruinas de la fortaleza junto al limán del Miús, erosionadas por el mar. Se han llevado a cabo diversos estudios e investigaciones arqueológicos e históricos que han hallado restos de cerámica y pipas.